# Jørn Snogdahl
Jørn Peter Snogdahl (1 de octubre de 1922-1 de julio de 2012) fue un deportista danés que compitió en remo. Ganó dos medallas en el Campeonato Europeo de Remo, oro en 1947 y plata en 1951.

## Palmarés internacional
| Campeonato Europeo | Campeonato Europeo | Campeonato Europeo | Campeonato Europeo |
| Año                | Lugar              | Medalla            | Prueba             |
| ------------------ | ------------------ | ------------------ | ------------------ |
| 1947               | Lucerna (Suiza)    | Medalla de oro     | Dos sin timonel    |
| 1951               | Mâcon (Francia)    | Medalla de plata   | Ocho con timonel   |